# Derek Décamps
Derek Décamps (Parigi, 2 maggio 1985) è un ex calciatore francese, di ruolo difensore.

## Carriera

### Club
Décamps iniziò la carriera, a livello giovanile, con Milan e Cannes. Nel 2005 passò ai greci dell'Aris, per cui giocò anche una partita nella Coppa UEFA 2005-2006 con la squadra militante in seconda serie. Vestì poi la maglia del PAS Giannina, sempre in terra ellenica.
Il biennio successivo lo passò in Spagna, con Lorca e Alcorcón (entrambi i club militanti nella Segunda División B). Dopo aver giocato anche nel Santa Eulalia, lasciò il paese per trasferirsi in Sudafrica, nelle file dell'Ajax Cape Town.
Il 27 giugno 2011 fu reso noto il suo trasferimento allo Haugesund, club della Tippeligaen, a parametro zero. Esordì in squadra il 3 agosto, sostituendo Are Tronseth nella vittoria per 4-0 sul Sogndal. Il 30 luglio 2012, tornò a giocare in Francia: firmò infatti un contratto biennale con l'Angers.
Il 7 agosto 2013, passò in prestito al Sarpsborg 08, fino al termine della stagione in corso. Il 15 gennaio 2014, firmò un contratto biennale con il Sandnes Ulf. Scelse la maglia numero 28. Lasciò il club alla scadenza del contratto.